# Саєнко Інна Олександрівна
І́нна Олекса́ндрівна Сає́нко (* 1982) — українська метальниця молота.

## Життєпис
Народилася 1982 року в місті Херсон (за іншими даними — у Маріуполі).
Найкращий особистий кидок — 71,56 метрів, досягнутий у червні 2008 року в Києві.
Чемпіонка України-2004.
Срібна призерка Чемпіонату України з легкої атлетики-2005.
Бронзова призерка Чемпіонату України з легкої атлетики-2006.
Срібна призерка Всеукраїнських літніх спортивних ігор-2007.
Учасниця Олімпійських ігор 2008 року, не дійшла до фіналу.